# تپه مرکزی روستای تپراقلو
تپه مرکزی روستای تپراقلو مربوط به هزاره اول قبل از میلاد است و در شهرستان اردبیل، بخش مرکزی، روستای تپراقلو واقع شده و این اثر در تاریخ ۱۷ اسفند ۱۳۸۱ با شمارهٔ ثبت ۷۸۱۶ به‌عنوان یکی از آثار ملی ایران به ثبت رسیده است.